# Erechthias diaphora
Erechthias diaphora är en fjärilsart som beskrevs av Edward Meyrick 1893. Erechthias diaphora ingår i släktet Erechthias och familjen äkta malar. Inga underarter finns listade i Catalogue of Life.

## Bildgalleri

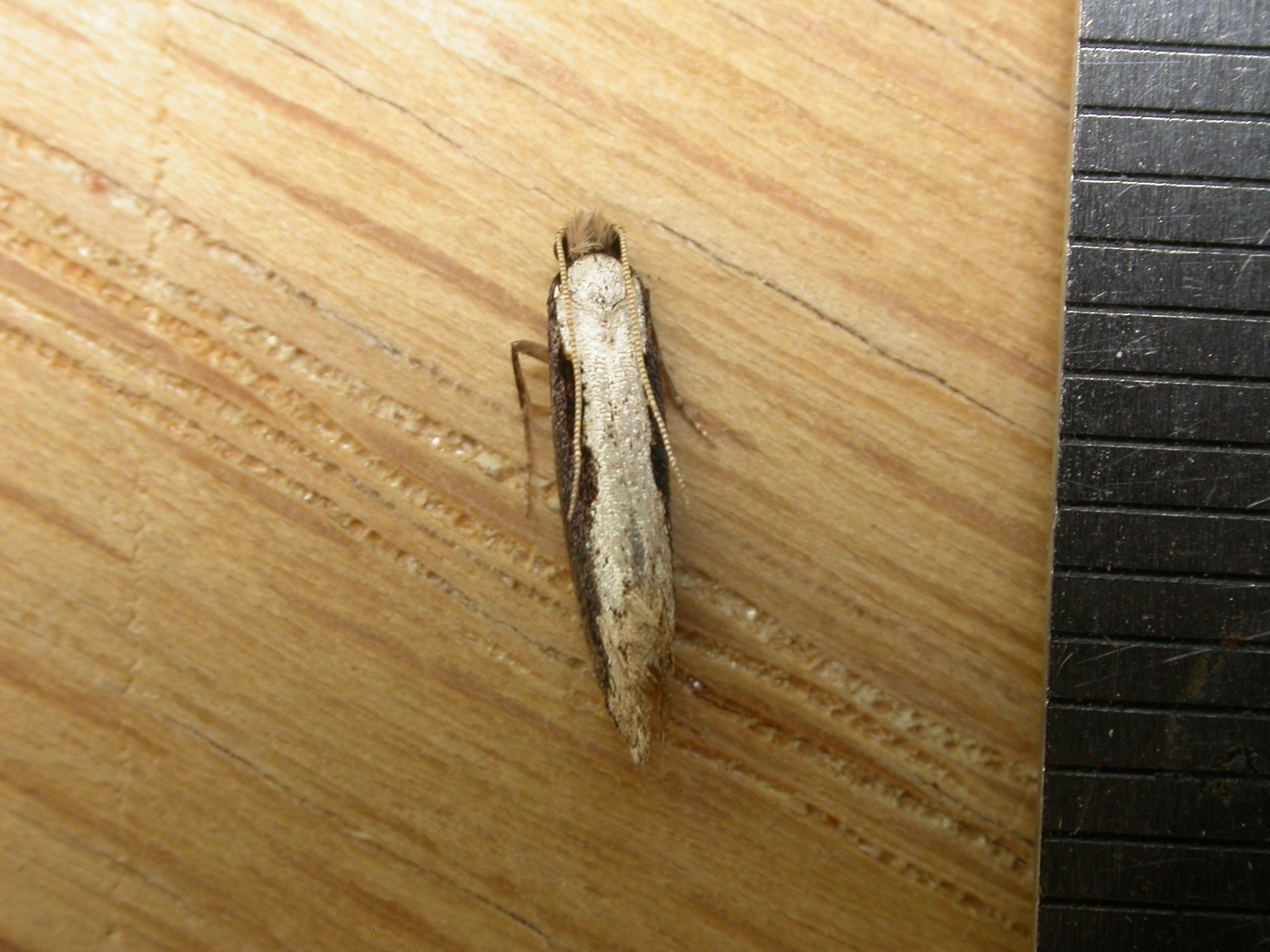